# 克尔多夫
克尔多夫是德国莱茵兰-普法尔茨州的一个市镇。总面积7.81平方公里，总人口548人，其中男性279人，女性269人（2011年12月31日），人口密度70人/平方公里。